# عماد الدين السيد
عماد الدين السيد (17 أكتوبر 1986) مخرج ومنتج وكاتب سيناريو مصري، وُلد بمدينة الإسكندرية في مصر. صاحب الفكرة والرؤية الإبداعية لبرنامج «عن السينما». كما أخرج عدداً من الأفلام الوثائقية مثل فيلم "العساكر.. حكايات التجنيد الإجباري في مصر"، وفيلم «المندس».

## بداياته
تخرج من كلية الصيدلة (جامعة الإسكندرية) عام 2008 ثم اتجه لدراسة الإعلام.

### الجزيرة توك
انضم لمشروع الجزيرة توك الإعلامي عام 2009، حيث كتب عدداً من المقالات النقدية، وصنع عدداً من الأفلام الوثائقية.

### الثورة المصرية عام 2011
حصل على منحة تدريب في قناة الجزيرة في الدوحة في شهر يناير تزامناً مع انطلاق الثورة المصرية في 25 يناير 2011، وقام بالمشاركة في تغطية الثورة المصرية لصالح قناة الجزيرة، ثم بدأ عمله في قناة الجزيرة مباشر مصر من القاهرة بمجرد انطلاقها.

## أعماله
يعمل حالياً كمنتج أول في شبكة الجزيرة الإعلامية.

### برامج
- برنامج «عن السينما»[2][3](2019 -) صاحب الفكرة والرؤية الإبداعية للبرنامج. كما كتب وأخرج عدداً من الحلقات في الموسم الأول والثاني.

### أفلام وثائقية
- فيلم "العساكر، حكايات التجنيد الإجباري في مصر"[4][5][6][7][8] (2016). إعداد / مونتاج / إخراج.
- فيلم «المندس» (2014).[9][10] إعداد / مونتاج / إخراج.
- تحقيق استقصائي "تحت المنصة" (2014). إعداد / مونتاج / إخراج
- فيلم "الكحول" (2013). إعداد / إخراج
- فيلم "بيكيا" (2012). إعداد / مونتاج / تصوير / إخراج
- عمل كباحث في فيلم "الطريق إلى 25 يناير" (2011)، للمخرجة الفلسطينية روان الضامن.

### أفلام وثائقية قصيرة
قام بإعداد وإخراج عدد من الأفلام الوثائقية القصيرة مثل:
- "هموم المدينة الباسلة" (2012).
- "ماء ودم" (2012).
- حلقات "حدث في محمد محمود" (2012).

### لقطات هامة
قام بتصوير عدد من اللقطات الهامة في بعض اشتباكات الثورة المصرية وما تلاها من أحداث مثل:
- إطلاق معارضو مرسي النار على الإخوان أمام قصر الاتحادية في 4 ديسمبر 2012 فيما عُرف بـ أحداث الاتحادية.
- إطلاق قناصة الجيش المصري النار على مناهضي الانقلاب العسكري في أحداث الحرس الجمهوري في 8 يوليو 2013.

## مشاريع أخرى
- مؤسس مشروع "كتابنا" لتحويل الكتب إلى أفلام.
- من مؤسسي موقع ساسة بوست.

## روابط خارجية
- عماد الدين السيد على موقع IMDb (الإنجليزية)